# Lamposaari (ö i Kajanaland, Kajana, lat 64,49, long 28,10)
Lamposaari är en ö i Finland. Den ligger i sjön Iijärvi och i kommunen Ristijärvi i den ekonomiska regionen  Kajana ekonomiska region  och landskapet Kajanaland, i den centrala delen av landet, 500 km norr om huvudstaden Helsingfors. Öns area är 8,8 hektar och dess största längd är 0,7 kilometer i sydöst-nordvästlig riktning.